# اووسنه کلادروبی
اووسنه کلادروبی (به چکی: Ovesné Kladruby) یک منطقهٔ مسکونی در جمهوری چک است که در ناحیه خب واقع شده‌است. اووسنه کلادروبی ۱۸٫۰۷ کیلومتر مربع مساحت و ۱۰۵ نفر جمعیت دارد و ۷۲۰ متر بالاتر از سطح دریا واقع شده‌است.